# Legendrovy polynomy
Legendrovy polynomy {\displaystyle P_{n}(x),\,n=0,1,2,...} jsou polynomy reálné proměnné {\displaystyle x} definované na intervalu {\displaystyle \langle -1,1\rangle }, které popsal Adrien-Marie Legendre roku 1782. Přitom {\displaystyle P_{n}(x)} je polynom stupně {\displaystyle n}. Legendrovy polynomy se používají především v matematické fyzice a lze je definovat několika různými vzájemně ekvivalentními způsoby. Jedním z nich je požadovat, aby
1. pro {\displaystyle n\neq m} platilo {\displaystyle \int _{-1}^{1}P_{m}(x)P_{n}(x)\,dx=0} (podmínka vzájemné ortogonality Legendrových polynomů);
2. pro každé {\displaystyle n=0,1,2,...} platilo {\displaystyle P_{n}(1)=1} (normující podmínka).

Prvních šest Legendrových polynomů

Legendrovy polynomy jsou zvláštním případem Gegenbauerových polynomů, které zase jsou zvláštním případem Jacobiho polynomů, jednoho z klasických polynomiálních systémů matematiky. Legendrovy polynomy sudého stupně jsou sudé funkce a Legendrovy polynomy lichého stupně jsou liché funkce.
Prvních několik Legendrových polynomů je:
{\displaystyle P_{0}(x)=1}
{\displaystyle P_{1}(x)=x}
{\displaystyle P_{2}(x)={\tfrac {1}{2}}(3x^{2}-1)}
{\displaystyle P_{3}(x)={\tfrac {1}{2}}(5x^{3}-3x)}
{\displaystyle P_{4}(x)={\tfrac {1}{8}}(35x^{4}-30x^{2}+3)}
{\displaystyle P_{5}(x)={\tfrac {1}{8}}(63x^{5}-70x^{3}+15x)}

## Vlastnosti

### Rodriguesova formule a její důsledky
Pro Legendrovy polynomy platí Rodriguesova formule (1818)
{\displaystyle P_{n}(x)={\frac {1}{2^{n}n!}}{\frac {d^{n}}{dx^{n}}}(x^{2}-1)^{n}\,,}
jež umožňuje odvodit další vzorce, vyjadřující tyto polynomy explicitně, například
{\displaystyle {\begin{aligned}P_{n}(x)&={\frac {1}{2^{n}}}\sum _{k=0}^{n}{\binom {n}{k}}^{2}(x-1)^{n-k}(x+1)^{k},\\P_{n}(x)&=\sum _{k=0}^{n}{\binom {n}{k}}{\binom {n+k}{k}}\left({\frac {x-1}{2}}\right)^{k},\\P_{n}(x)&={\frac {1}{2^{n}}}\sum _{k=0}^{[{\frac {n}{2}}]}(-1)^{k}{\binom {n}{k}}{\binom {2n-2k}{n}}x^{n-2k},\\P_{n}(x)&=2^{n}\sum _{k=0}^{n}x^{k}{\binom {n}{k}}{\binom {\frac {n+k-1}{2}}{n}},\end{aligned}}}

### Generující funkce a rekurentní vztah
Legendre své polynomy původně definoval pomocí generující funkce, tedy jako koeficienty Taylorova rozkladu:
{\displaystyle {\frac {1}{\sqrt {1-2xt+t^{2}}}}=\sum _{n=0}^{\infty }P_{n}(x)t^{n}\,.}
Derivováním této rovnice podle {\displaystyle t} a algebraickými úpravami lze odvodit Bonnetovu rekurzivní formuli
{\displaystyle (n+1)P_{n+1}(x)=(2n+1)xP_{n}(x)-nP_{n-1}(x)\,.}
Legendre své polynomy objevil v souvislosti se studiem Newtonova potenciálu (gravitační potenciál hmotného bodu nebo Coulombův potenciál bodového náboje), který lze rozložit na sumu těchto polynomů:
{\displaystyle {\frac {1}{\left|\mathbf {x} -\mathbf {x} '\right|}}={\frac {1}{\sqrt {r^{2}+{r'}^{2}-2r{r'}\cos \gamma }}}=\sum _{\ell =0}^{\infty }{\frac {{R'}^{\ell }}{r^{\ell +1}}}P_{\ell }(\cos \gamma ),}
kde r a r′ jsou délky vektorů x a x′ a γ je úhel mezi těmito vektory. Vyjádření může být užitečné například integrujeme-li potenciál přes spojitou distribuci hmoty nebo náboje.

### Legendrova diferenciální rovnice a úplnost
Legendrovy polynomy jsou řešeními diferenciální rovnice, pojmenované rovněž po Legendrovi:
{\displaystyle {\frac {d}{dx}}\left[\left(1-x^{2}\right){\frac {dP_{n}(x)}{dx}}\right]+n(n+1)P_{n}(x)=0\,.}
Z toho plyne, že tyto polynomy jsou vlastními vektory odpovídajícího diferenciálního operátoru:
{\displaystyle {\frac {d}{dx}}\left(\left(1-x^{2}\right){\frac {d}{dx}}\right)P(x)=-\lambda P(x)\,,}
z čehož lze dále podle Sturmovy–Liouvilleovy teorie odvodit, že jde o úplný a ortogonální systém polynomů na definičním intervalu.
Jako úplný a ortogonální systém polynomů mají Legendrovy polynomy tyto vlastnosti:
{\displaystyle \int _{-1}^{1}P_{m}(x)P_{n}(x)\,dx={\frac {2}{2n+1}}\delta _{mn},}
kde {\displaystyle \delta _{mn}} je Kroneckerovo delta, rovné jedné, pokud {\displaystyle m=n,} a nule jinak.
Máme-li po částech spojitou funkci {\displaystyle f(x)} na intervalu {\displaystyle \langle -1,1\rangle }, tak suma
{\displaystyle f_{n}(x)=\sum _{\ell =0}^{n}a_{\ell }P_{\ell }(x)}
konverguje v průměru k {\displaystyle f(x)} pro {\displaystyle n\to \infty }, pokud vezmeme koeficienty jako
{\displaystyle a_{\ell }={\frac {2\ell +1}{2}}\int _{-1}^{1}f(x)P_{\ell }(x)\,dx.}